# Omer Taverne
Omer Taverne (Binche, 27 de julio de 1902 - Dax, 10 de octubre de 1981) fue un ciclista belga que corrió entre 1922 y 1935. Durante su carrera consiguió 6 victorias, entre ellas 2 etapas al Tour de Francia.

## Palmarés
1922
- 1º en la Binche-Chimay-Binche

1924
- 1r a la Lieja-Malmédy-Lieja

1926
- 1º en la Binche-Doornik-Binche

1929
- Vencedor de una etapa al Tour de Francia

1930
- 1º en el Campeonato de Zúrich
- Vencedor de una etapa al Tour de Francia

## Resultados al Tour de Francia
- 1929. 21è de la clasificación general
- 1930. 29è de la clasificación general